# Diga Boundary
La diga Boundary è uno sbarramento idroelettrico sul fiume Pend d'Oreille nello stato americano di Washington, poco a sud del confine con la Columbia Britannica. La diga è costruita in calcestruzzo ed è a forma di arco, mentre la centrale idroelettrica che sfrutta l'acqua di questa diga è posizionata nella montagna sul fianco sinistro della  diga stessa.
La gestione della diga e della centrale idroelettrica ad essa collegata è affidato alla Seattle City light. Questo impianto, con potenza nominale di 1 GW, soddisfa in media il 46% della potenza generata da tutta la Seattle City Light.
I componenti dell'impianto fanno parte del National Register of Historic Places dal 2018. Inoltre tale diga è stata utilizzata come sfondo parti del film L'uomo del giorno dopo.